# Černé rokle
Černé rokle jsou národní přírodní památka, která byla vyhlášena roku 1970. Patří do chráněné krajinné oblasti Český kras. Nachází se ve Středočeském kraji na území obce Kosoř na západním okraji Prahy, poblíž Radotína.

## Předmět ochrany
Tato NPP byla ustavena zejména pro ochranu velmi dobře odkrytého hraničního intervalu z období siluru a spodního devonu, které tvoří rozhraní stupňů Lochkov a Prag a do povědomí geologů vstoupily především při řešení hercynské otázky a hranice silur–devon. V roce 1970 tento stratotyp uznalo UNESCO, což tento přechod celosvětově určilo jako definici devonského stupně Prag. Tato lokalita je zároveň zřízena k ochraně nezaměnitelné entomofauny, která je zde vyvinuta ve velmi zajímavé a rozmanité společenství bezobratlých živočichů, a má zde své pevně zakořeněné místo. V neposlední řadě zde na určitých místech nalezneme významná xerothermní rostlinná společenstva, která si během sukcese zachovala své osobité vlastnosti.

## Lokalita
Černé rokle se nachází na levém svahu hlubokého údolí Šachetského potoka mezi obcí Kosoř, ležící v okrese Praha – západ, a Radotínem, který náleží k hl. m. Praha. Nachází se v nadmořské výšce 230–345 metrů v katastrálním území obcí Kosoř a Radotín. Výměra tohoto území je 13,26 ha, z čehož 9,68 ha připadá do okresu Praha-západ a 3,58 ha Praze. Šachetský potok je především tokem srážkovým, ústí na okraji zástavby obce Radotín do Radotínského potoka, který se nedaleko vlévá do řeky Berounky.

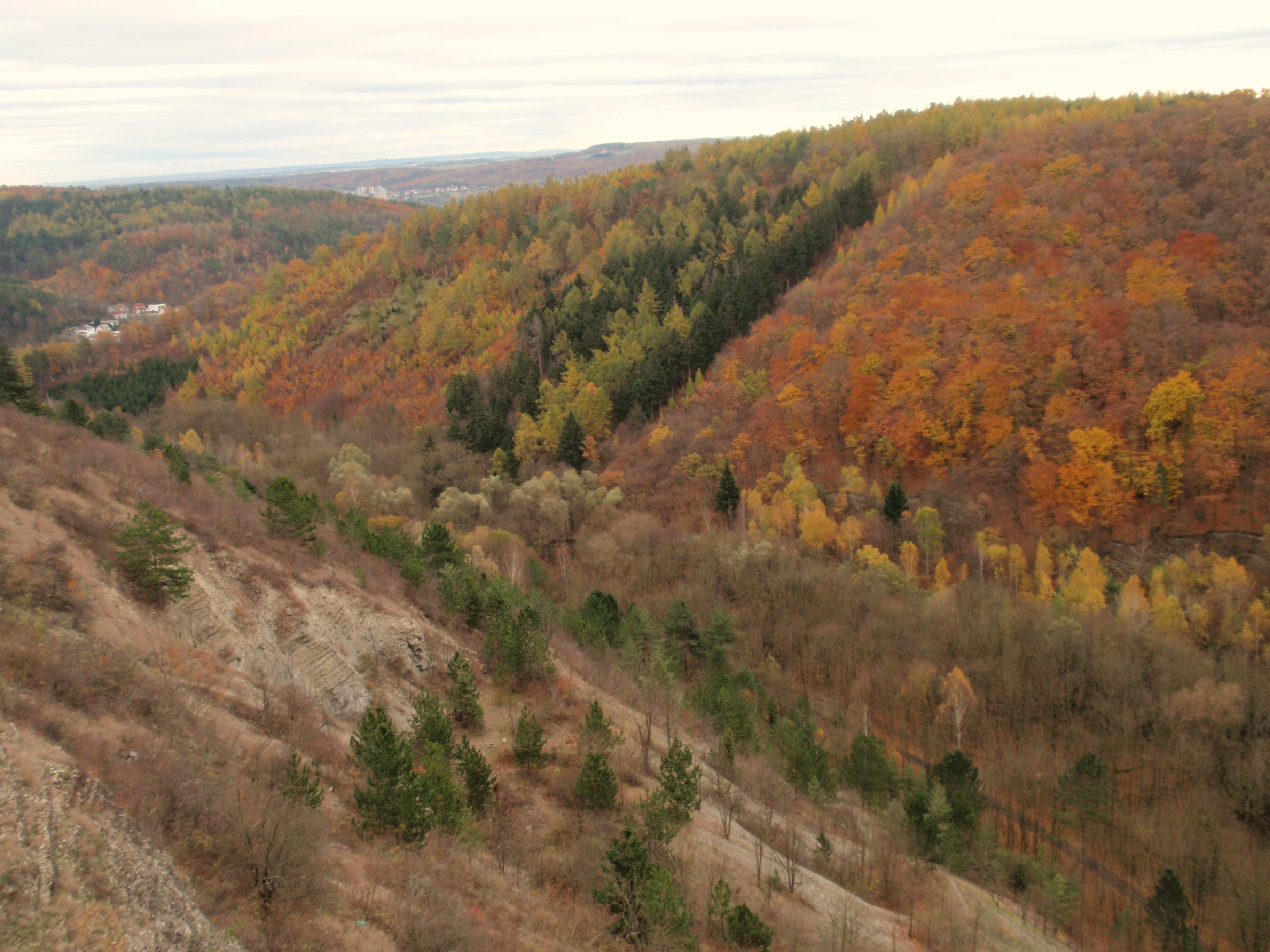
Vyhlídka na údolí, kde se nachází NPP Černé rokle

## Historie
Území výrazně ovlivnila těžební činnost a to především na konci 18. a první polovině 19. století. Tato těžba probíhala hlavně ručně ve stěnových lomech. Je odhadováno, že těžební činnost výrazně ovlivnila až 50 % tohoto území. Zde vytěžené vápencové kostky byly používány na budování a opravy chodníků v Praze. Kostky byly v oblibě také proto, že vápenec tmavé barvy je v Čechách unikátem a byl proto používán do mozaiky. Lokalitu také výrazně ovlivnila stavba a provoz nedaleké cementárny, a to především hlukem, prachem a spalinami, což je v dnešní době výrazně potlačeno díky účinným filtrům a jiným technologiím, které ustavuje legislativa. Toto území bylo v minulosti také využíváno k pastvě, která značně ovlivňovala druhovou variabilitu tohoto území. Pastevecká činnost byla ukončena po druhé světové válce.
NPP byla vyhlášena 22. září 1970. Při jejím vyhlášení náležely všechny parcely katastrálnímu území Kosoř. Později část pozemků NPP z katastrálního území Kosoř připadla obci Radotín. Při stavbě kolejí pro vlaky z nedaleké Cementárny Radotín, došlo k oddělení části NPP a jejího ochranného pásma.

## Přírodní poměry

### Geologie
Dříve byly stráně plně odlesněné, nyní zarůstají náletovými dřevinami, a to trnovníkem akátem a borovicí černou. Podklad území je velmi výrazně odkryt. Vděčíme za to hlavně těžbě (odkryté stěnové lomy), která zde v minulosti probíhala, z části jde o přirozený jev vznikání tzv. skalních výchozů, z nichž jsou mezi místními známy především výchozy zvané „V Sudech“, které můžete nalézt v severozápadním cípu této lokality. Lochkovský stupeň se skládá z tmavě šedých až černých vápenců, které jsou výrazné svou velmi jemnou zrnitostí. Mezi nimi nalézáme vložené tmavé břidlice, které mají zrnitost hrubší. To, že se zrnitost střídá, souvisí s klimatickými změnami. Síla mořských proudů se totiž s rozdílnými energetickými dotacemi do systému dávno minulých oceánů měnila, a proto podle fyzikálních zákonů v určitých obdobích odnášela částice menší, jemnější a lehčí, jindy, když byly proudy silnější, odnášela částice těžší, a tudíž větší. Tento geologický unikát je opravdu velmi bohatý na nejrůznější fosílie. Nejvýraznější složkou jsou zde trilobiti, ramenonožci, plži, velcí mlži, rovní hlavonožci, eurypteridních členovci, phyllocaridé a občas naleznete zbytky pancéřnatých ryb.

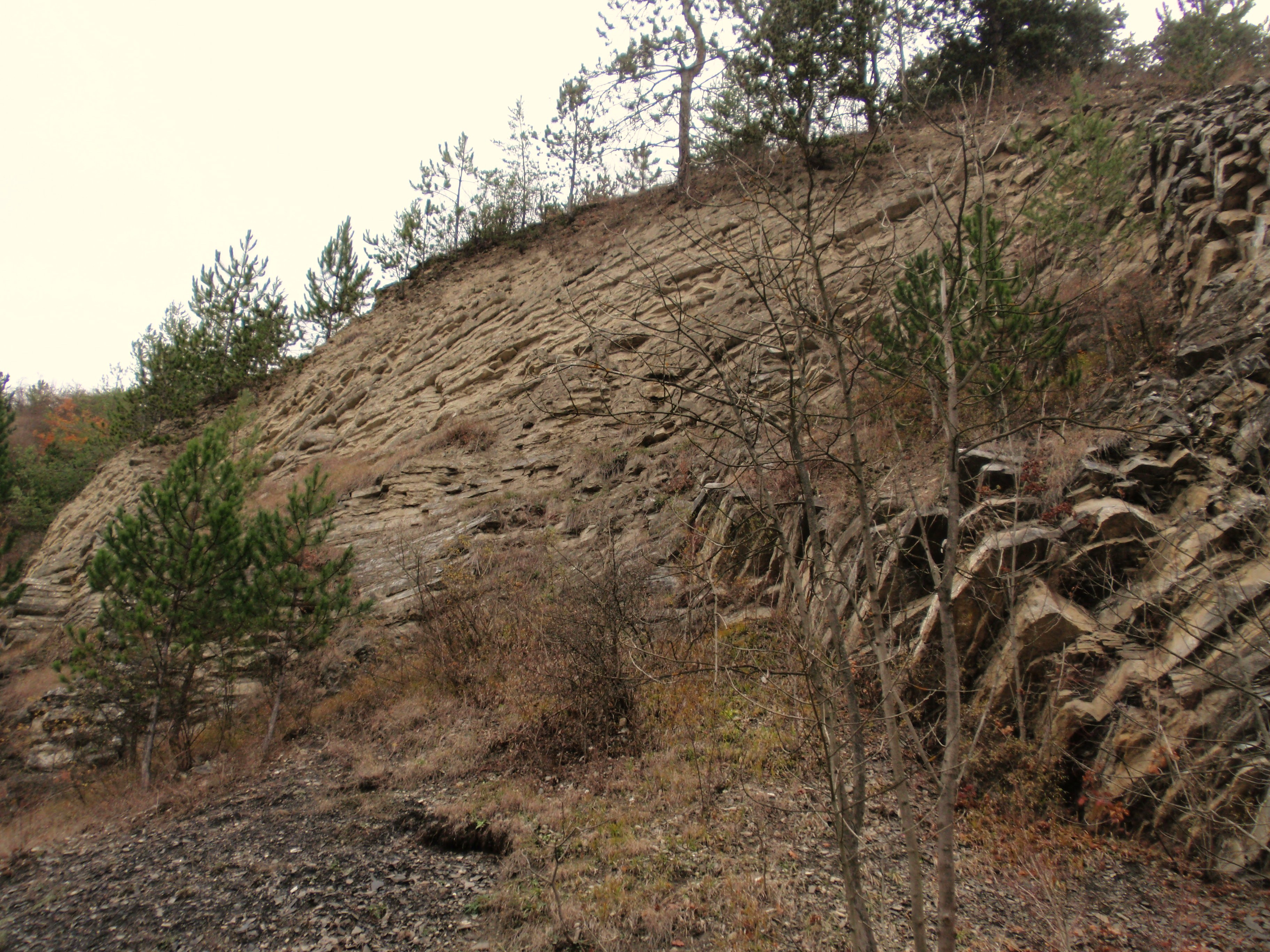
Skalní výchoz NPP Černé rokle

Dalším souvrstvím je souvrství Pražské. To z vrchu leží na již zmíněném souvrství Lochkova. Pražské souvrství je tvořeno dvorecko–prokopskými vápenci. Jsou tu patrné rozdílné podíly jílové složky, což bylo nejspíš také způsobeno periodickou změnou klimatu. Barva těchto vápenců je světle šedá, jedná se o kalové vápence. Přirozené výchozy V Sudech a značná část stěnových lomů jsou tvořeny dvorecko-prokopskými vápenci. Ty se usazovaly v hlubším a tudíž klidnějším prostředí. Zkameněliny tu nejsou hojné v takové míře, ale můžeme zde nalézt trilobity, mlže, velmi drobné schránky tentakulitů, plže i hlavonožce. Hranice těchto souvrství je zvláštní tím, že zde došlo ke snížení mořské hladiny. Tato událost je nazývána lochkovsko-pražský hraniční event.

### Flóra
Na tomto území převažuje nelesní vegetace, svahy jsou ukloněné jižně a náleží Kosořskému údolí. Na výchozech nalezneme společenstva skalních stepí, která zde mají nezastupitelnou roli. V horních částech se nachází xerotermní trávník a na místě jejich spojení s lesním porostem vznikla cenná lemová a křovinná společenstva. Tato lokalita hostí řadu ohrožených druhů rostlin. Mezi nejvzácnější patří kruštík tmavočervený (Epipactis atrorubens), sasanka lesní (Anemone sylvestris) a třezalka ozdobná (Hypericum elegans), která však v posledních letech nebyla pozorována.
Vzhledem k ukončení pastvy po druhé světové válce zde dochází k výraznému zarůstání travinných porostů teplomilnými křovinami, které jsou co do počtu druhů výrazně chudší. Největším ohrožením je však zarůstání vegetačního pokryvu trnovníkem akátem (Robinia pseudacacia), který zde byl vysázen, a borovicí černou (Pinus nigra). Další část území pokrývají lomy, kde během sukcese vznikly porosty xerotermních bylin a křovin. Tam, kde je klima vlhčí, a to především díky Šachetskému potoku, vzniká habrová doubrava (Melampyro nemorosi-Carpinetum), která má druhově nevýrazné bylinné patro, a pozůstatky potočního luhu v nivě potoka.

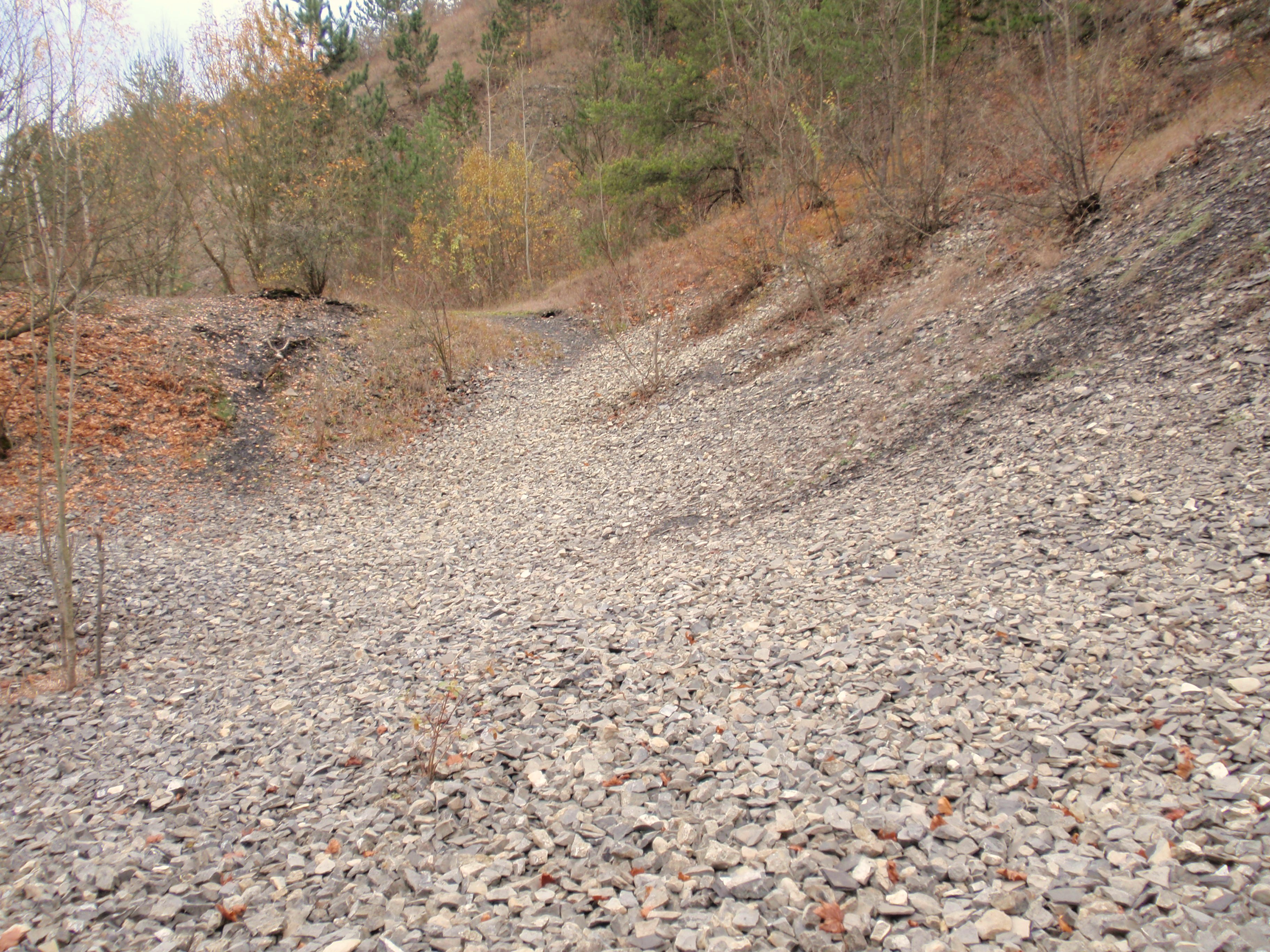
Suťoviště bývalého lomu NPP Černé rokle

Tato rezervace je zajímavá také z hlediska mechů, kterých je zde hojné množství. Patří sem třásnatka šupinatá (Crossidium squamiferum), tučnolístek tuhý (Aloina rigida), pározub srdčitý (Didymodon cordatus) nebo mech Pterygonerum sessile. Z vřeckovýtrusných hub zde byl nalezen chřapáč Stevensův (Helvella stevensii), ze stopkovýtrusných např. celá řada pavučinců jako p. olivový (Cortinarius infractus) a p. ohromující (Cortinarius fulgens). Zde uvedené mechy se vyskytují především na sušších stráních a výchozech, které jsou vzhledem k jižnímu uklonění výrazně osluněny.

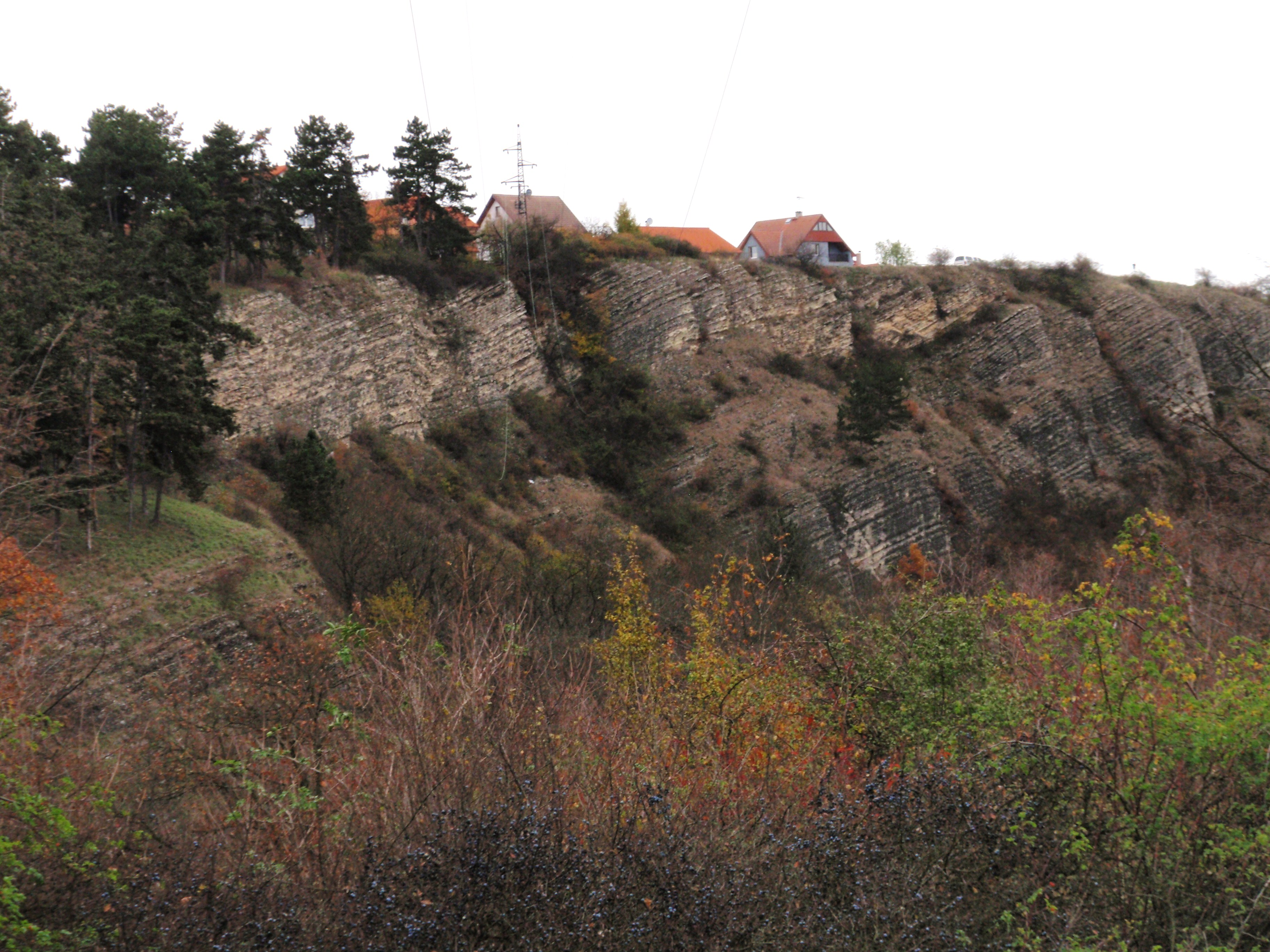
Pohled na skalní výchozy NPP Černé rokle z protějšího svahu

### Fauna
Toto údolí se vyznačuje zejména bohatou faunou bezobratlých živočichů, z nichž jsou pro svoji druhovou rozmanitost studováni zejména motýli. Skalní step obývá ploskoroh pestrý (Libeloides macaronius). Na sveřepové porosty je vázán soumračník (Spialia sertorius) a plochuška (Agonopterix kaekeritziana). Na teplomilných křovinách je nalézán obaleč (Prochlidonia amiantana), píďalka (Gnophos furvatus) a otakárek ovocný (Iphiclides podaliriuus). V porostech lesního typu můžeme najít (Narycia duplicella) a moli (Agnathosia mendicella) a (Neurothaumasia ancrella). Výrazné zlepšení kvality prostředí ukazují závornatky Clausilia pumila a Macrogastra ventricosa. Nalezneme zde trávníčky Elachista heringi, E. dispunctella, E. spumella, pouzdrovníčky Coleophora conyzae, C. directella, můru Episema glaucina, nezvěstného okáče skalního (Chazara briseis) a ustupujícího okáče metlicového (Hipparchia semele). Najdeme zde I vzácného brouka Diastictus vulneratus z čeledi vrubounovitých (Scarabaeidae), ten přežívá na hnijících rostlinách.
K nejvýraznějším zástupcům obratlovců zde patří užovka hladká (Coronella austriaca), rorýs obecný (Apus apus), výr velký (Bubo bubo), žluna zelená (Picus viridis), pěnice hnědokřídlá (Sylvia communis), kuna skalní (Martes foina) a další. Mezi vzácnější obojživelníky patří mlok skvrnitý (Salamandra Salamandra), dále se zde vyskytuje ropucha zelená (Bufo viridis), ropucha obecná (Bufo bufo) a skokan hnědý (Rana temporaria). Mezi další plazy náleží ještěrka obecná (Lacerta agilis) a slepýš křehký (Anguis fragilis).

## Hospodaření
V blízkém okolí donedávna vedla veřejná komunikace, po které projížděli desítky aut denně, včetně linkového autobusu, což přispělo k šíření ruderálních společenstev. Nyní je zde zákaz vjezdu, povolení vjezdu mají pouze obyvatelé této lokality a lesní správa. Výrazné změny jsou způsobené konkurencí dřevin a to především trnovníku akátu a borovice černé, u akátu je šíření vegetativní, u borovic generativní do přirozených xerotermních společenstev.

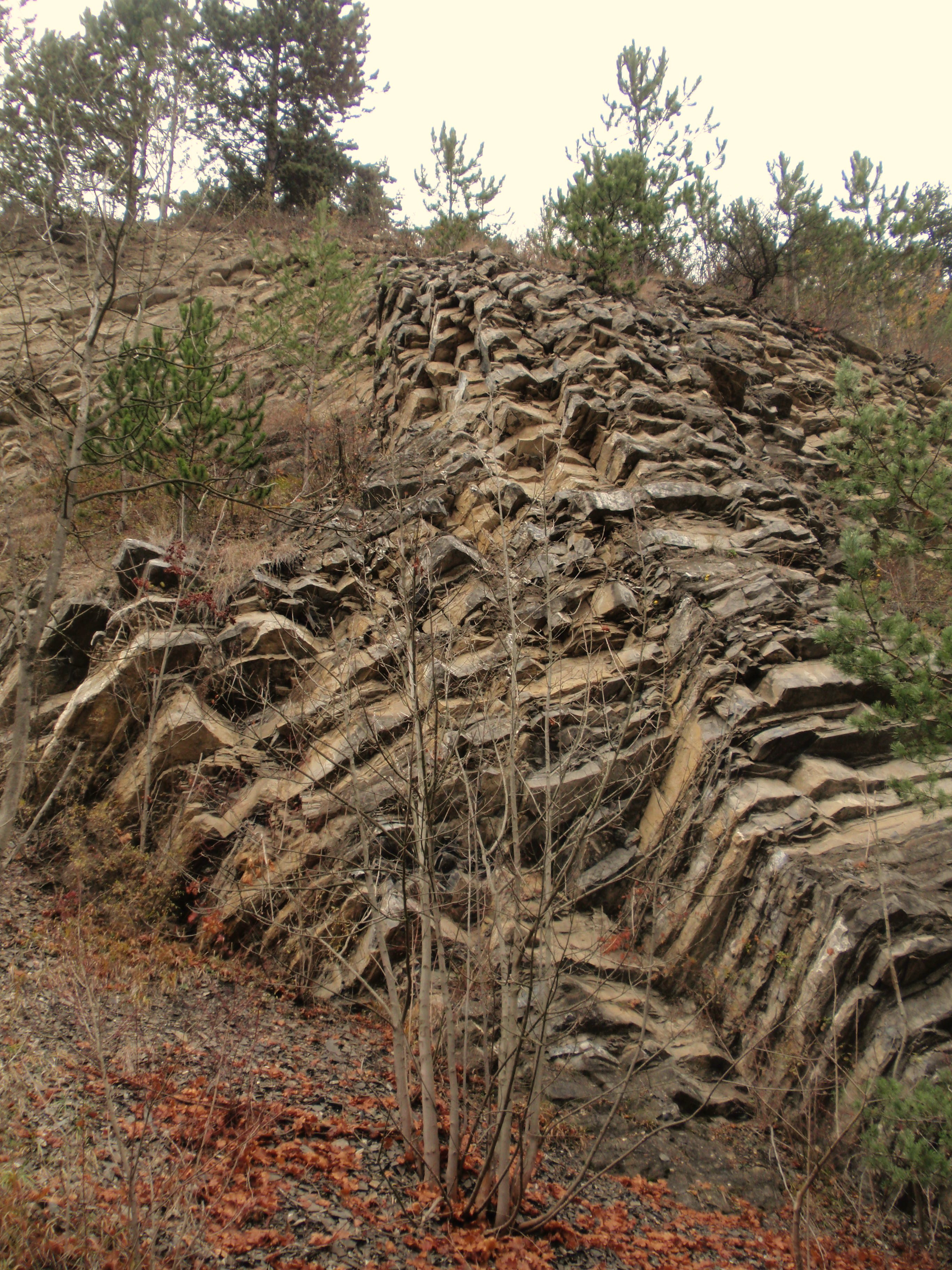
Stěna bývalého lomu Černé rokle

## Ochrana
Dokumentem upravujícím ochranu tohoto území je především plán péče. Výrazným problémem je především zmíněné zarůstání trnovníkem akátem a borovicí černou. Na jejich likvidaci bylo z rozpočtu vyhrazeno již 165 500 Kč[kdy?]. Použitou metodou jejich omezení a případné vyhubení v této lokalitě je vyřezání a použití herbicidů. Další finance se zaměřují na značení této NPP, náklady byly zatím 25 000 Kč. Problémem byla místní komunikace, díky které docházelo ke znečišťování ovzduší a zavlékání městských druhů na kolech automobilů. Tento problém byl však vyřešen s jejím uzavřením. Dalším problémem může být narušování skalního masivu. Problémem mohou být i odpadky z nedaleké Kosoře.

## Turismus
Vzhledem k poměrně špatné přístupnosti není turismus v této lokalitě hojný. Za zmínku však stojí návštěvy sběratelů zkamenělin. Ti často narušují významné skalní výchozy ve snaze nalézt zkameněliny přímo v masivu. Může tedy dojít k poškození studovaných profilů. Proto bylo přistoupeno k číslování vrstev.

## Fotografie

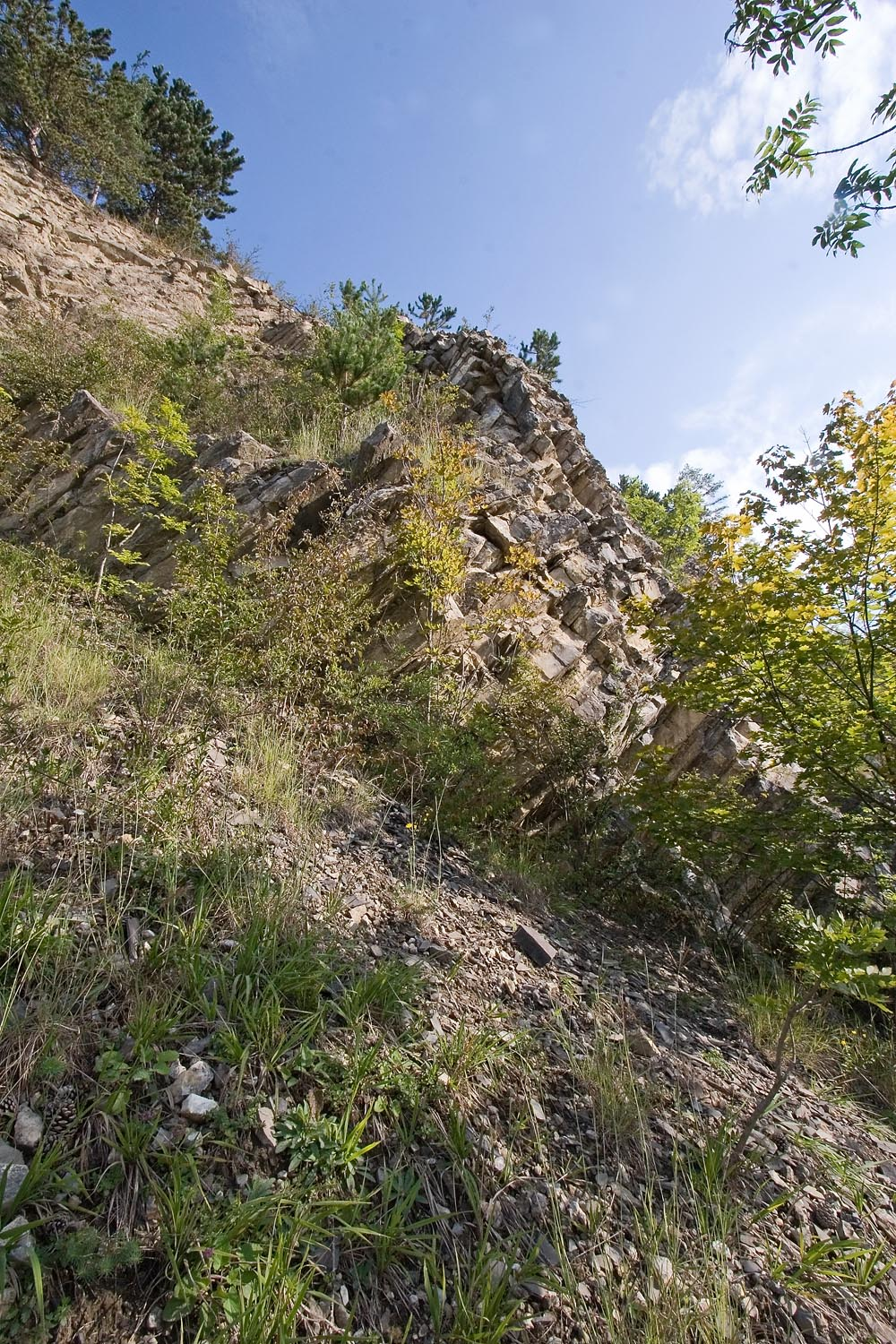
NPP Černá rokle
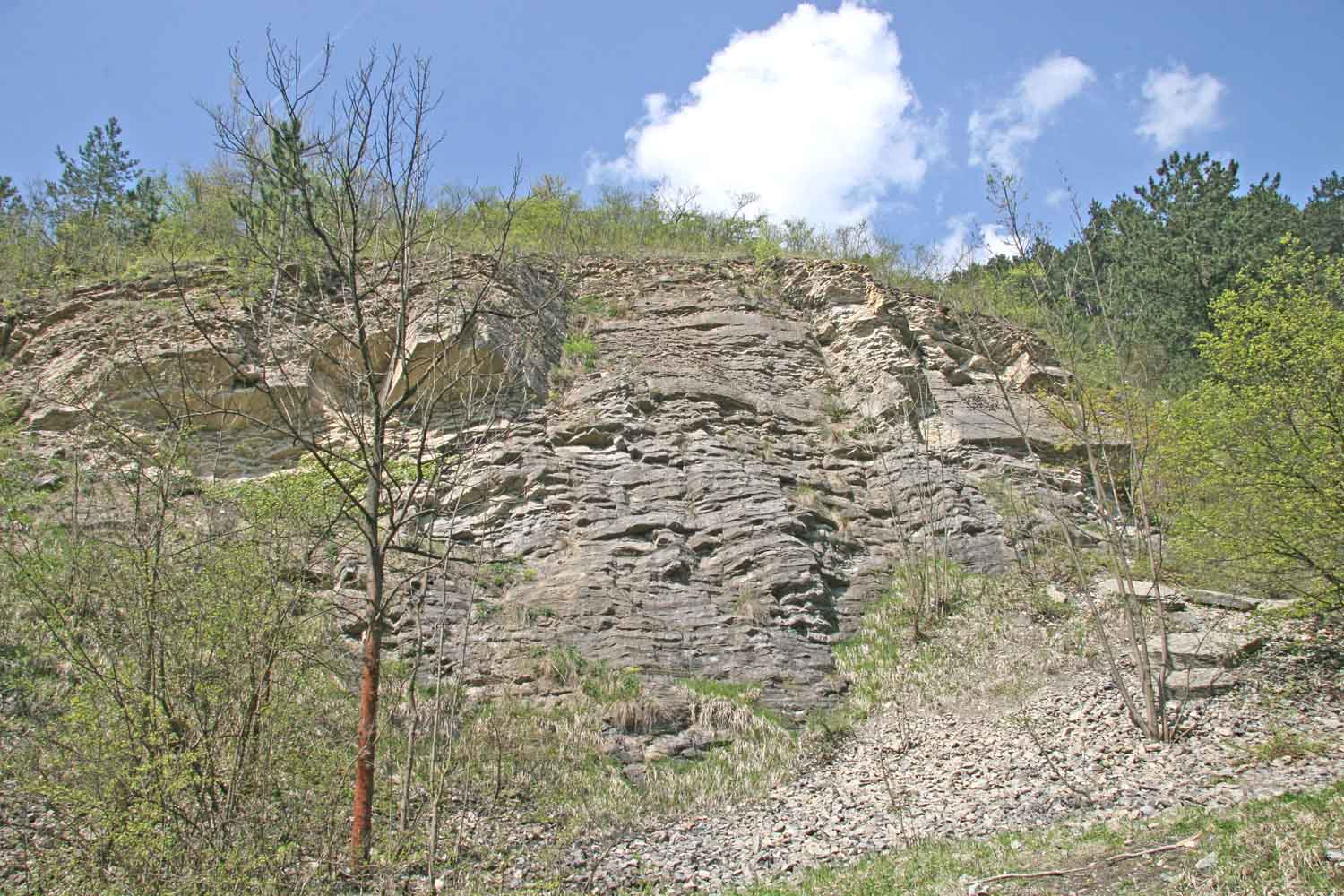
NPP Černá rokle
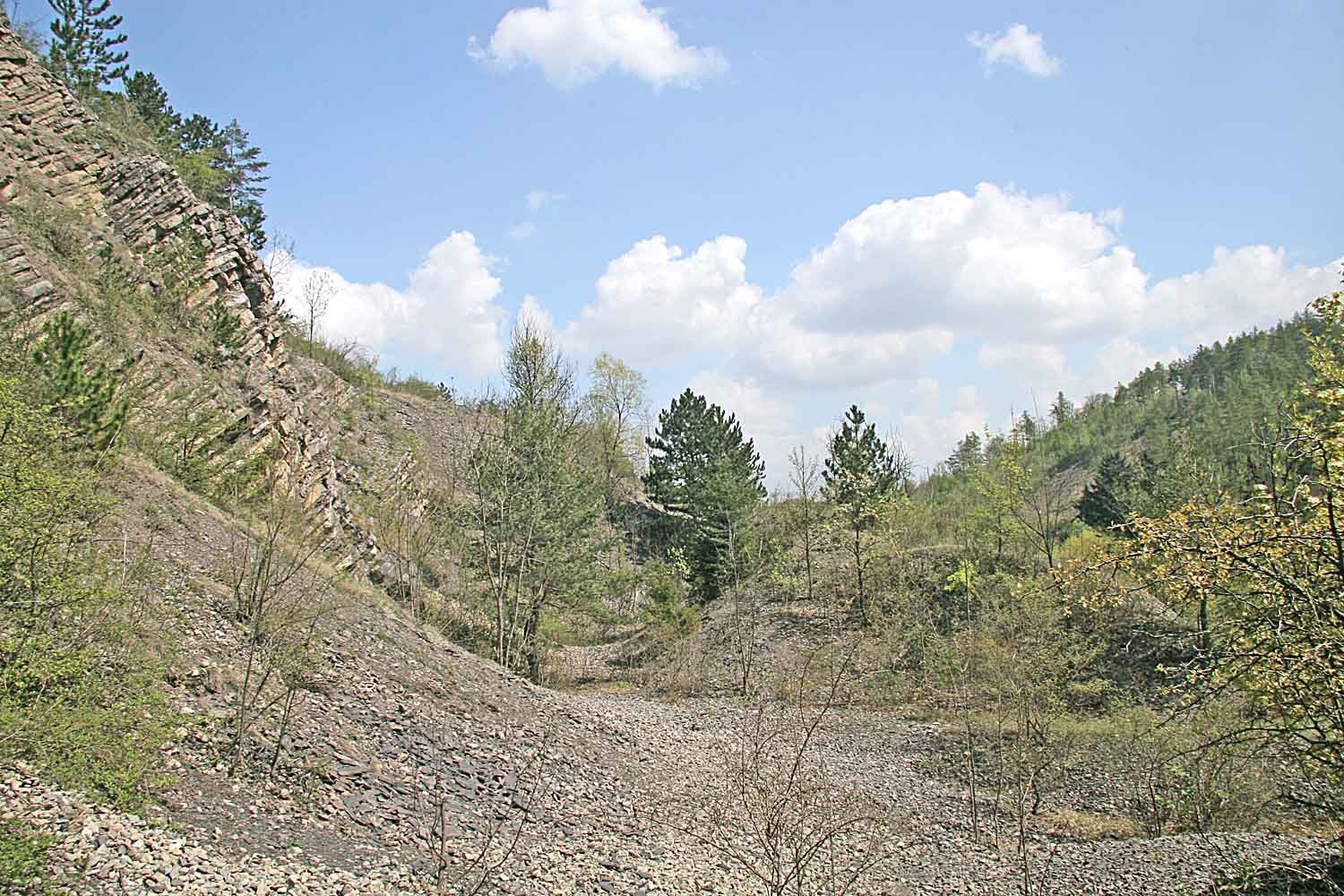
NPP Černá rokle
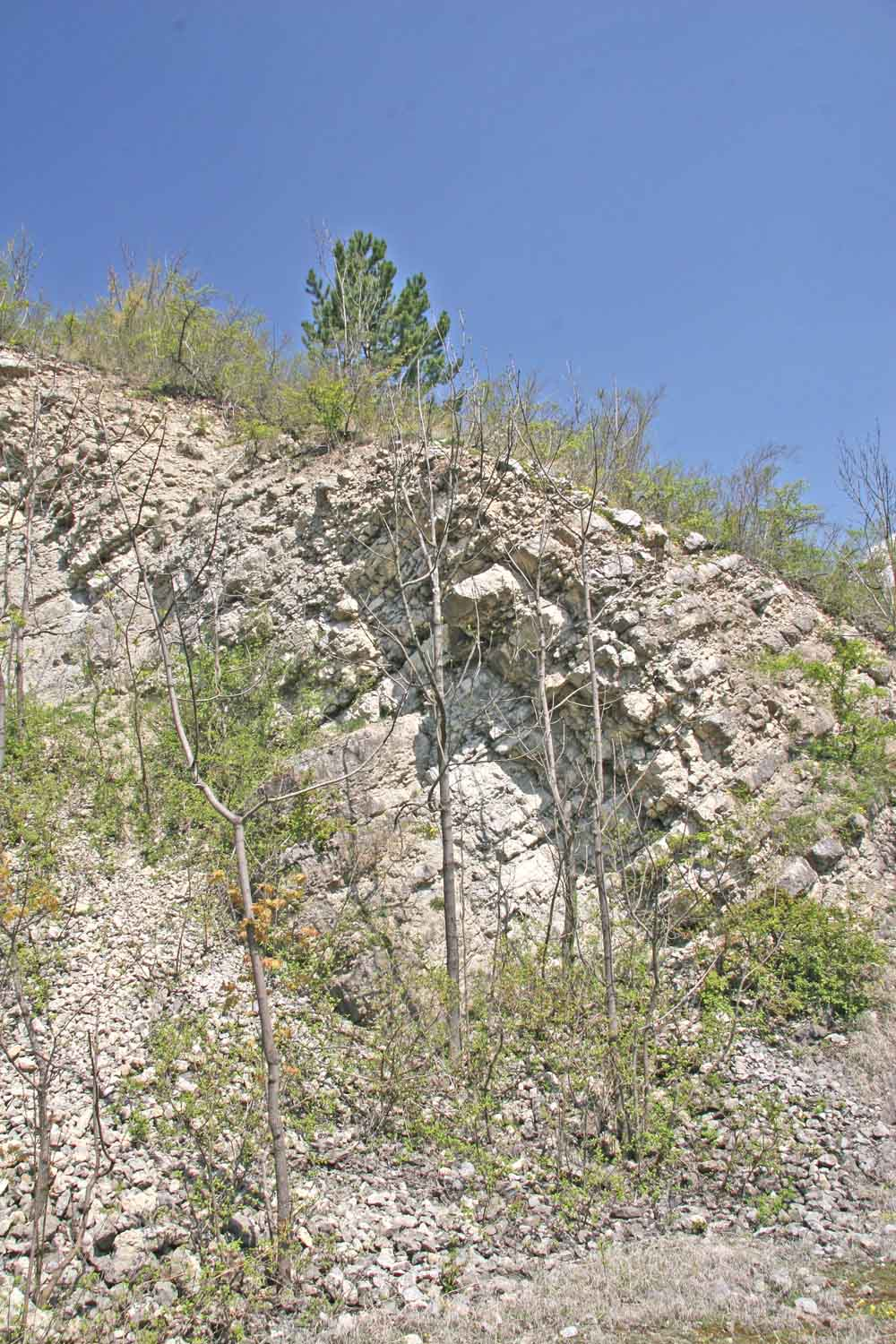
NPP Černá rokle
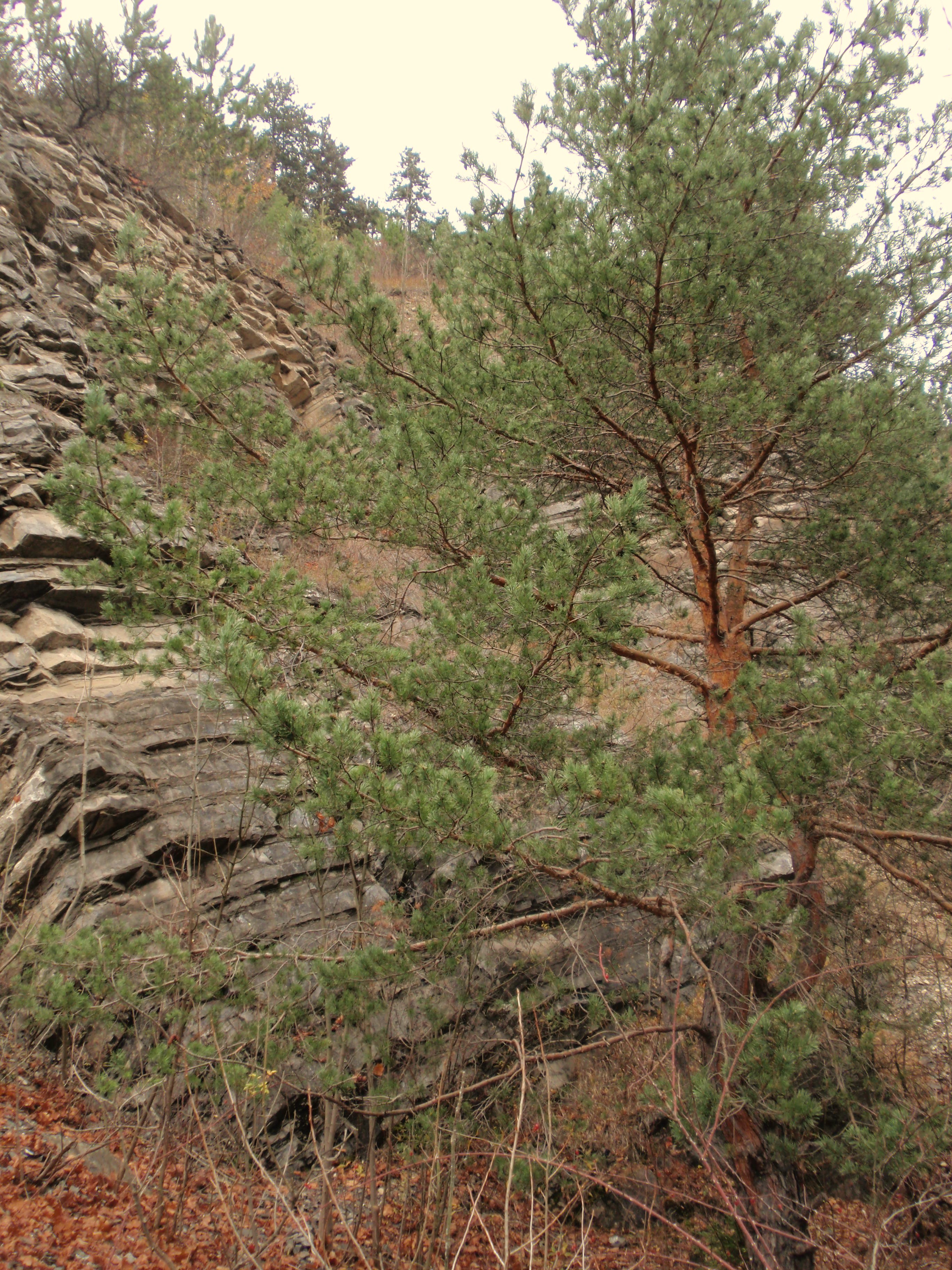
NPP Černé rokle
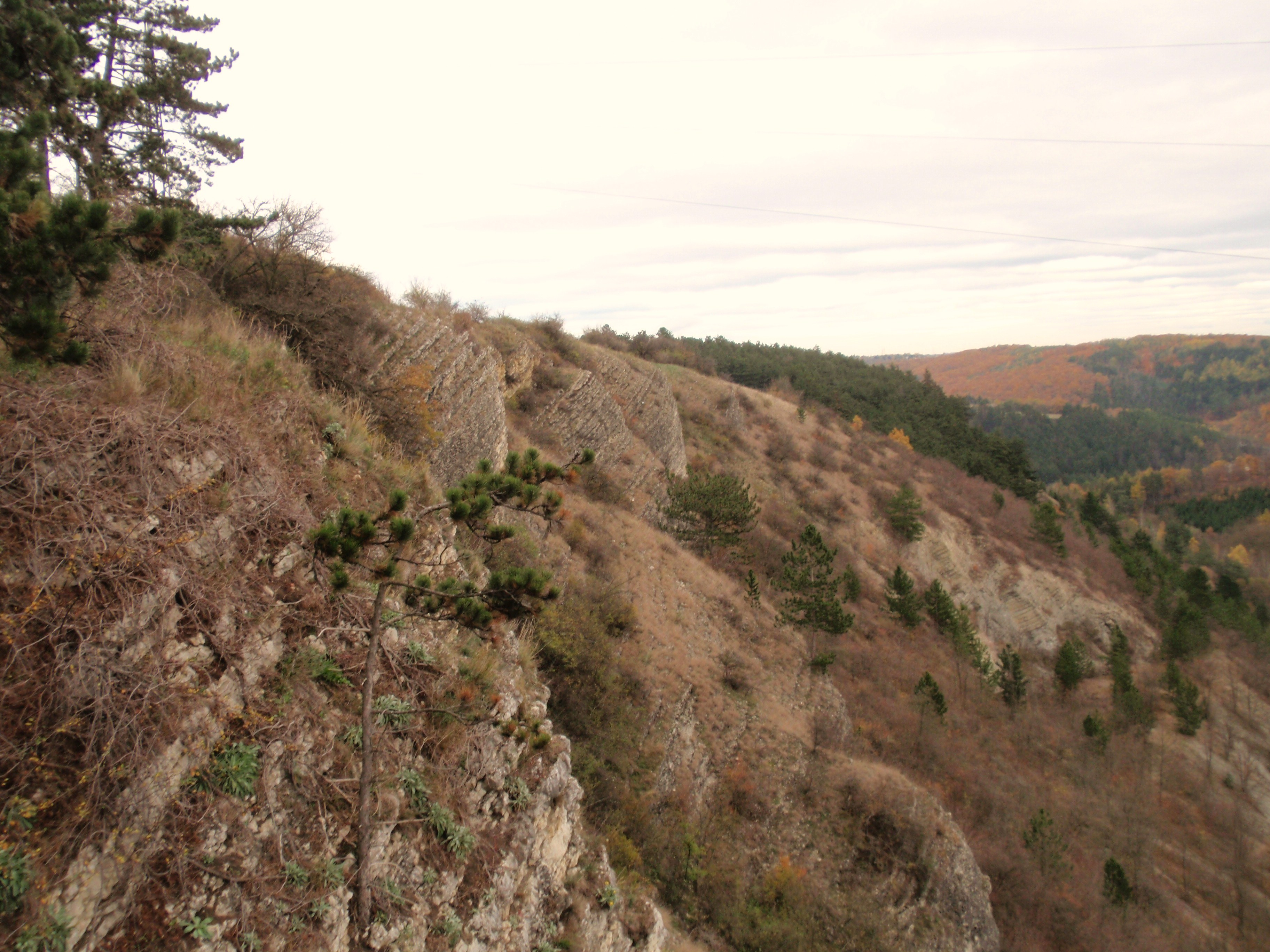
Vyhlídka NPP Černé rokle
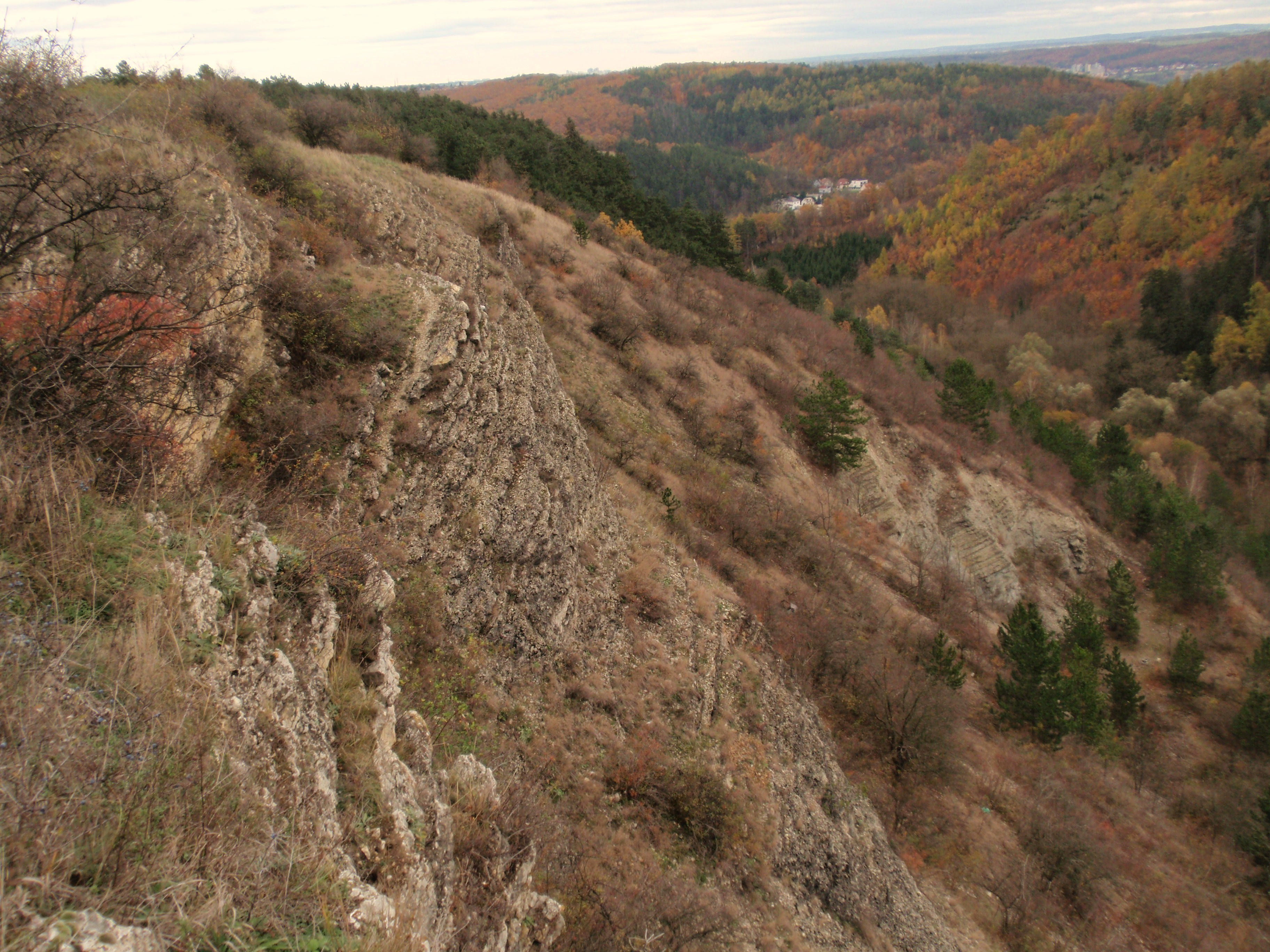
Vyhlídka NPP Černé rokle
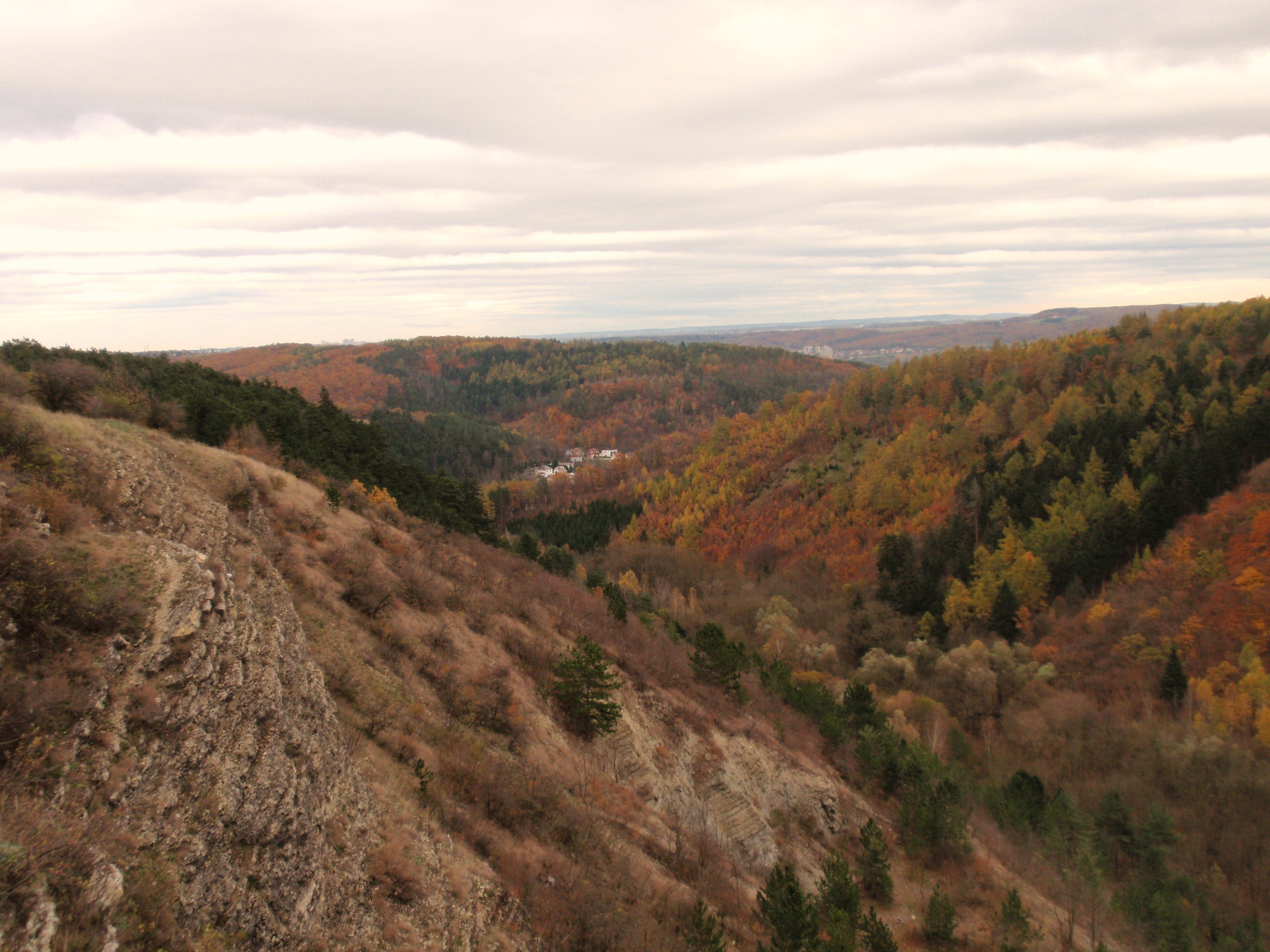
Vyhlídka NPP Černé rokle
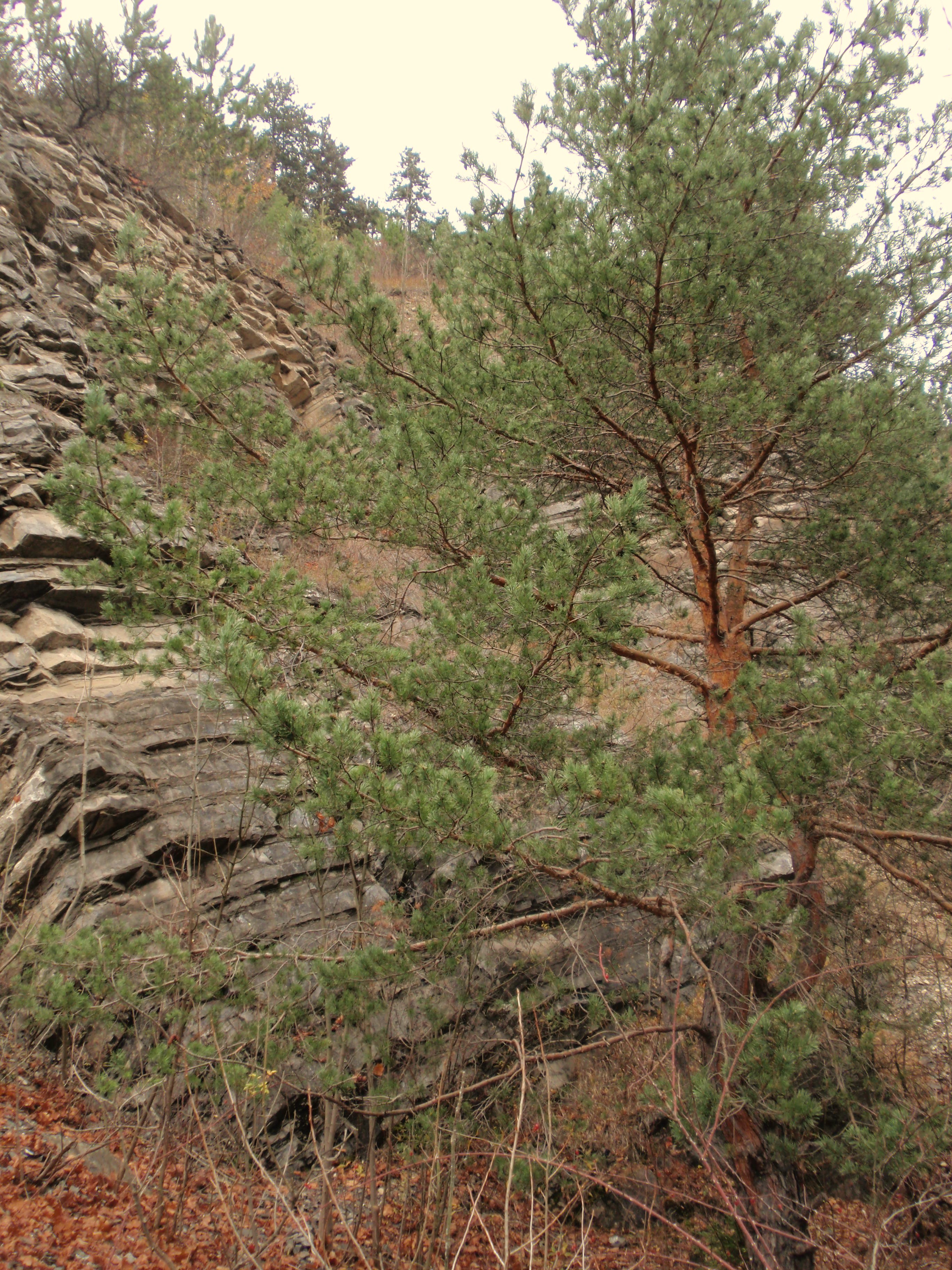
NPP Černé rokle